# Rafał Kurzawa
Rafał Maciej Kurzawa (* 29. Januar 1993 in Wieruszów) ist ein polnischer Fußballspieler.

## Karriere

### Verein
Kurzawa begann in den Jugendmannschaften von Zgoda Olszowa, Sokół Świba und Marcinki Kępno mit dem Fußballspielen. 2010 wurde er in die Fußball-Akademie von Górnik Zabrze aufgenommen. Dort rückte er in die erste Mannschaft auf.
Von August 2012 bis Ende 2013 war er an Energetyka ROW Rybnik ausgeliehen. Nach seiner Rückkehr nach Zabrze debütierte er am 16. Februar 2014 in der Ekstraklasa beim 3:0-Erfolg gegen Zagłębie Lubin. Sein erstes Tor in der Liga erzielte er am 14. Mai 2016 im Spiel gegen Bruk-Bet Termalica Nieciecza.
Im August 2018 wechselte er zum französischen Klub SC Amiens in die Ligue 1. Von dort wurde er im  Januar 2019 in die dänische Superliga an den FC Midtjylland ausgeliehen. Der Leihvertrag lief bis Ende der Saison 2018/19 und beinhaltete eine Kaufoption, die jedoch nicht genutzt wurde. Anschließend wurde er an den dänischen Verein Esbjerg fB weiterverliehen. Nach dem Abstieg des Klubs aus der Superliga wurde die Leihe beendet, und Kurzawa kehrte im Sommer 2020 nach Amiens zurück. Im Oktober 2020 wurde der Vertrag im gegenseitigen Einvernehmen aufgelöst. Kurzawa war seitdem vereinslos.
Am 16. Februar 2021 unterschrieb er bei Pogoń Stettin einen Dreijahresvertrag.

### Nationalmannschaft
Kurzawa gab am 13. November 2017 in einem Testspiel gegen Mexiko sein Debüt in der polnischen Nationalmannschaft, als er in der 83. Minute für Maciej Rybus eingewechselt wurde.
Bei der Weltmeisterschaft 2018 in Russland gehörte er zum polnischen Aufgebot. Er wurde beim 1:0-Sieg im letzten Gruppenspiel gegen Japan eingesetzt und nach 79 Minuten gegen Sławomir Peszko ausgewechselt. Polen schied nach der Gruppenphase aus.

## Erfolge
FC Midtjylland
- Dänischer Pokalsieger: 2019